# Mauritánia hadereje
Mauritánia hadereje a szárazföldi erőkből, a légierőből és a haditengerészetből áll.

## Fegyveres erők létszáma
- Aktív: 15 750 fő

## Szárazföldi erők
Létszám
15 000 fő
Állomány
- 7 gépesített lövész zászlóalj
- 8 helyőrségi zászlóalj
- 1 ejtőernyős zászlóalj
- 1 elnöki biztonsági zászlóalj
- 1 tevés zászlóalj
- 3 tüzér osztály
- 1 műszaki század
- 1 felderítő zászlóalj

Felszerelés
- 35 db harckocsi (T–55)
- 70 db felderítő harcjármű
- 75 db vontatásos tüzérségi löveg

## Légierő
Létszám
250 fő
Felszerelés
- 8 db harci repülőgép
- 7 db szállító repülőgép

## Haditengerészet
Létszám
500 fő
Hadihajók
- 7 db járőrhajó